# Kinnisultan, Aland
Kinnisultan là một làng thuộc tehsil Aland, huyện Gulbarga, bang Karnataka, Ấn Độ.